# U-Boot-Ehrenmal Möltenort

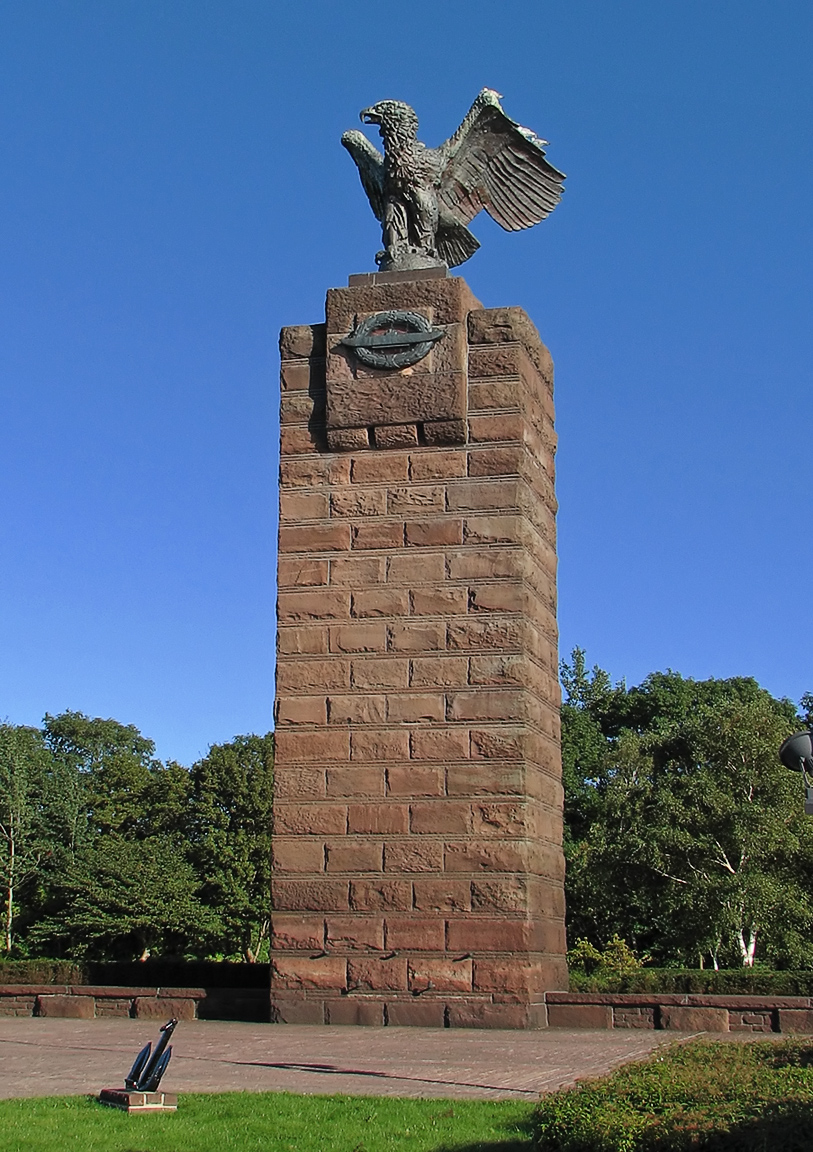
U-Boot-Ehrenmal Möltenort

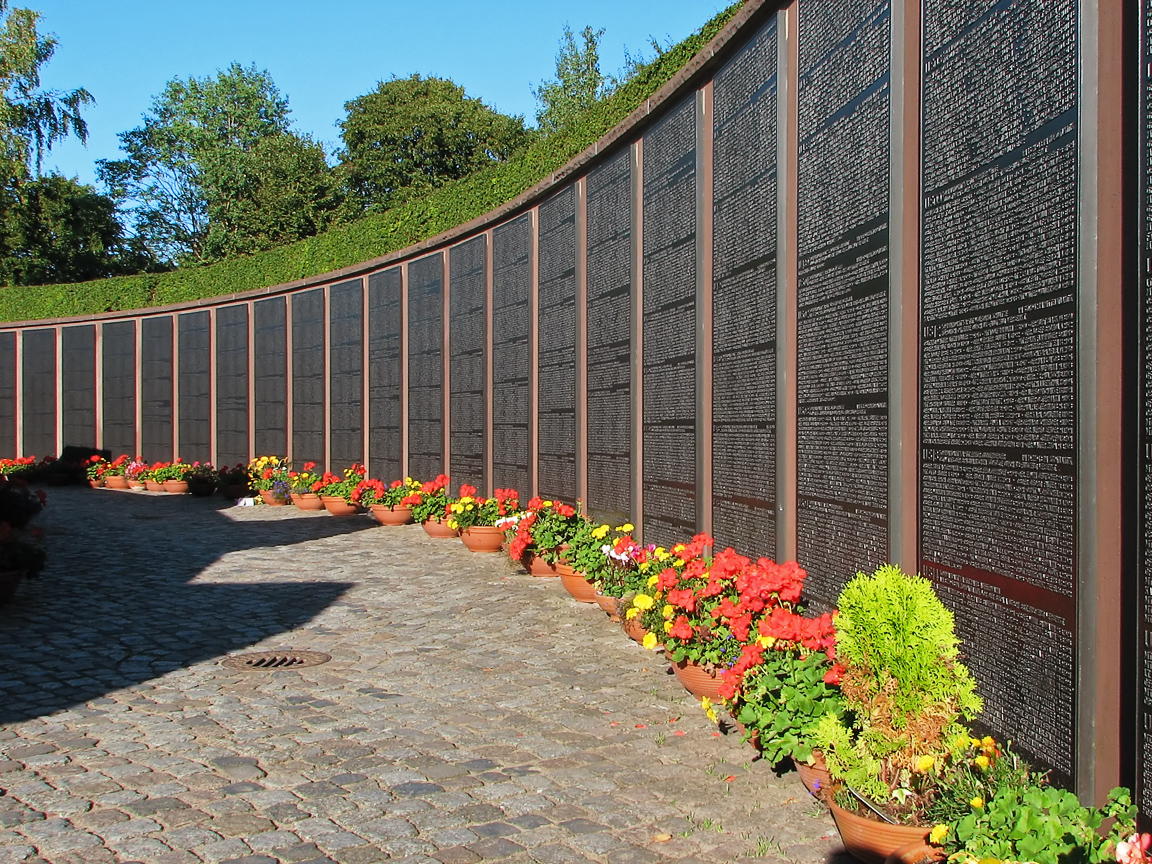
Gedenktafeln

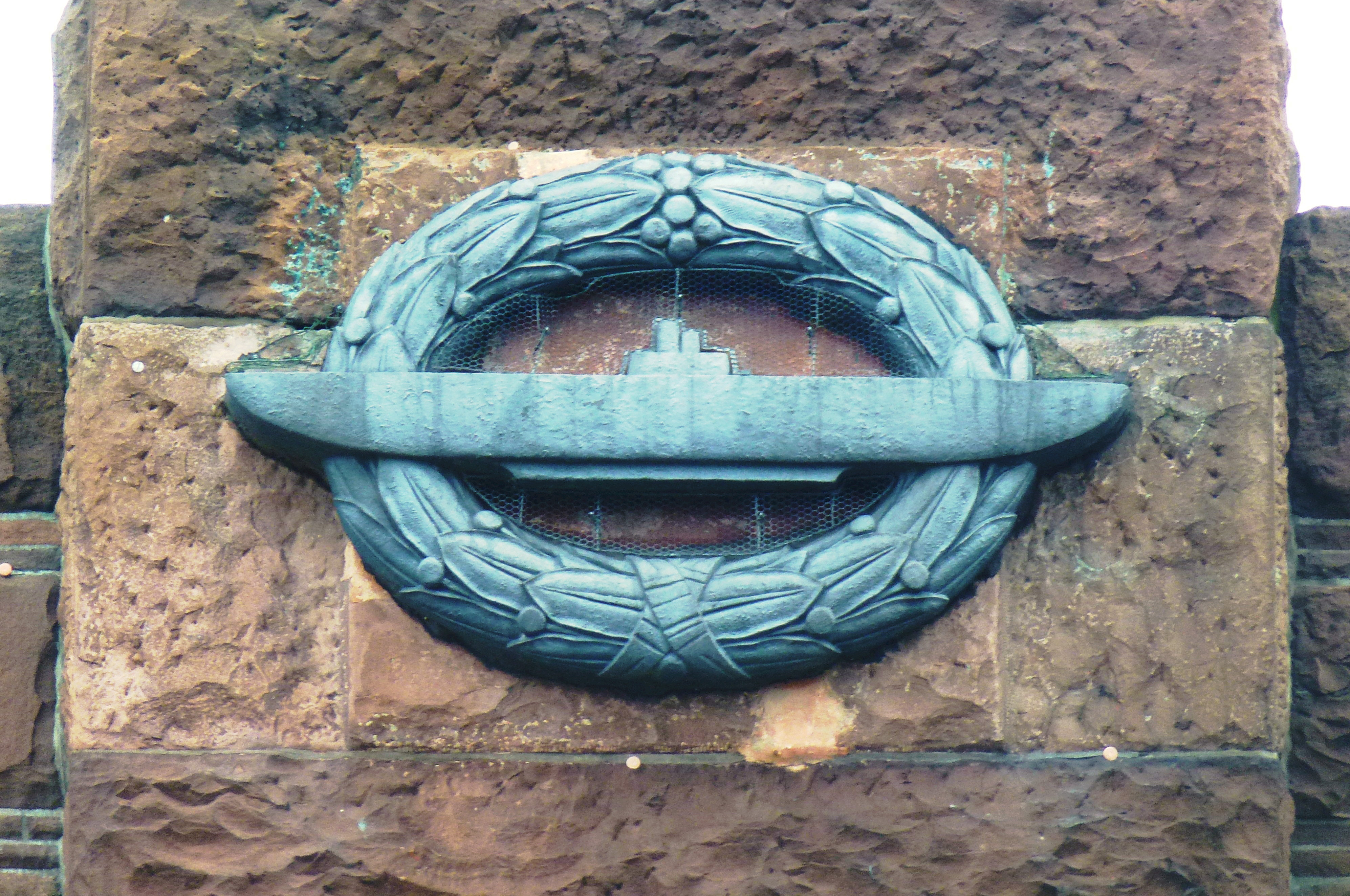
U-Boot-Kriegsabzeichen

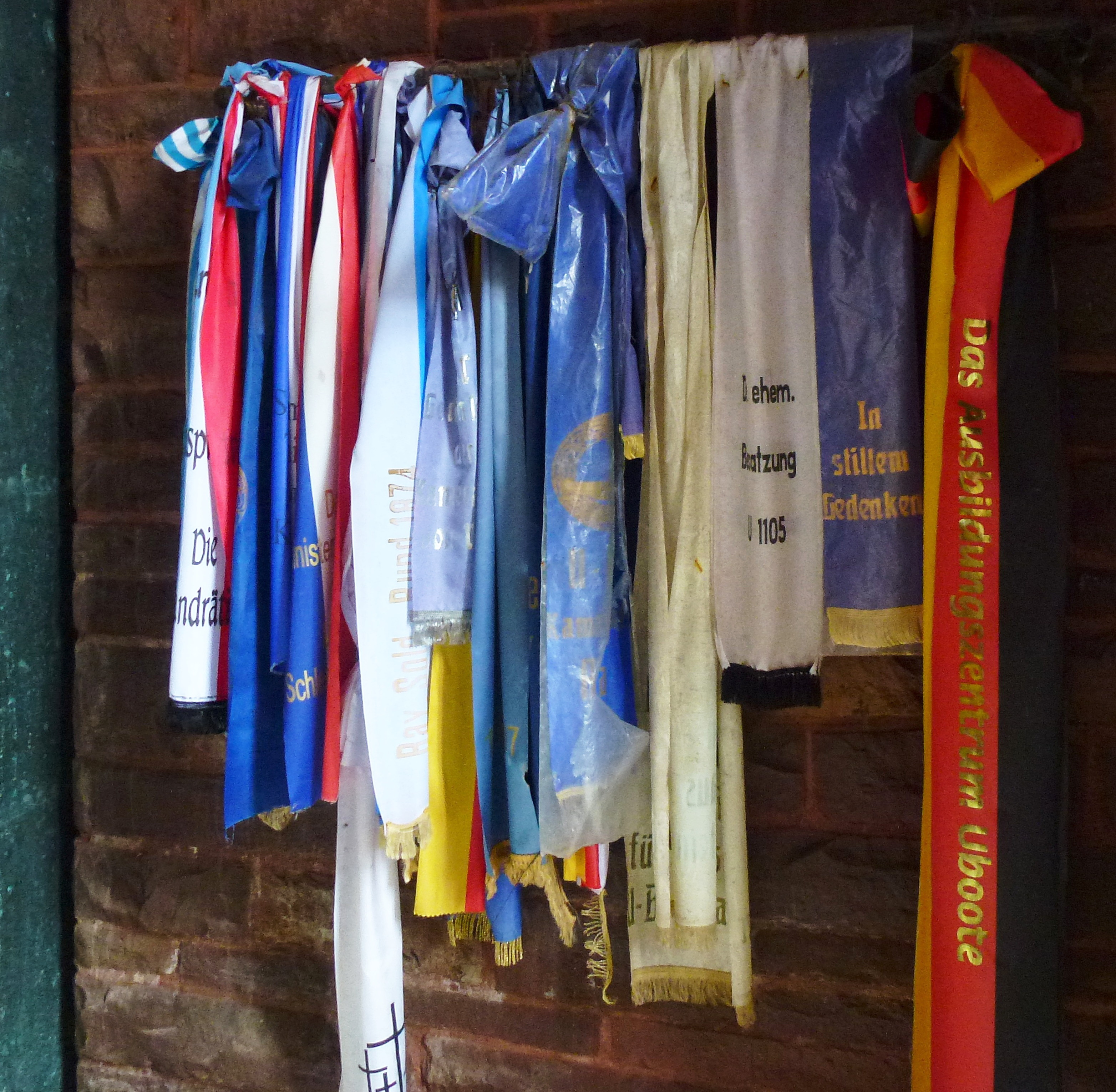
Trauerbänder

Das U-Boot-Ehrenmal Möltenort in Heikendorf bei Kiel ist eine dem Volksbund Deutsche Kriegsgräberfürsorge gehörende Gedenkstätte für die im Ersten Weltkrieg und Zweiten Weltkrieg gefallenen Soldaten der deutschen U-Boot-Einheiten sowie für alle Opfer des U-Boot-Krieges. Darüber hinaus wird auch der im Dienst ums Leben gekommenen U-Boot-Fahrer der Bundeswehr gedacht. Das Ehrenmal ist Wahrzeichen von Heikendorf.

## Gedenksäule
Das Ehrenmal wurde auf der ehemaligen Möltenorter Schanze in Heikendorf gebaut und am 8. Juni 1930 eingeweiht. 1938 wurde es wegen Bauschäden neu errichtet. Es besteht aus einem 15,30 Meter hohen Pfeiler, auf dem ein 4,80 Meter hoher Adler (Entwurf: Fritz Schmoll) steht. Im Jahr 2000 wurden umfangreiche Durchrostungsschäden an der stählernen inneren Tragkonstruktion des Adlers entdeckt, die eine Erneuerung unausweichlich machten. Seit dem 12. Juli 2001 ist der ehemalige Adler mit seiner galvanisch verkupferten Außenhaut aus Eisen durch einen originalgetreuen bronzenen Nachguss (Ausführung: Firma Noack, Berlin) ersetzt. Im März 2012 wurde der Adler entfernt, weil man Ermüdungserscheinungen an der Tragkonstruktion entdeckt hatte. Die ursprünglich nach sechs Wochen geplante Rückkehr wurde mehrfach verschoben; am 25. April 2013 wurde der Adler wieder montiert.
Auf dem Pfeiler ist das U-Boot-Kriegsabzeichen angebracht. An seiner Stelle befand sich bis 1945 ein Hakenkreuz.

## Gedenktafeln
In einem bogenförmigen Rundgang werden auf 115 Bronzetafeln die gefallenen deutschen U-Boot-Fahrer der Kaiserlichen Marine und der Kriegsmarine sowie die bei der Deutschen Marine im Dienst verunglückten Soldaten namentlich genannt.
Die Anzahl der gefallenen U-Boot-Fahrer der Deutschen Marine wird auf zwei Tafeln wie folgt angegeben:
1914–1918
4.744 Gefallene
200 verlorene U-Boote
1939–1945
30.003 Gefallene
739 verlorene U-Boote